# Pierre Blairet
Pour les articles homonymes, voir Blairet.
Pierre Blairet, né à Verdun (Meuse) le 9 décembre 1930 et mort à Verdun le 8 janvier 2019, a consacré une grande partie de sa vie au militantisme syndical et politique ainsi qu'à la gymnastique et au spectacle de cirque. 

## Biographie

### Vie familiale
Fils et petit-fils de cheminot, Pierre Paul Blairet passe toute sa jeunesse à Verdun dans le quartier de Belleville. Il a une sœur et un frère, Michel Blairet.
Il fait son service militaire en Allemagne de l'Ouest d’avril 1951 à octobre 1952.
De son premier mariage en février 1960 à Verdun avec Paulette, morte en 1968, est né Charles qui lui a donné 4 petits-enfants et 5 arrière-petits-enfants. En juin 1983 à Étain (Meuse), il épouse Simone, morte en 2007.

### Parcours professionnel
Après avoir passé son certificat d’études primaires , à 14 ans il entre comme apprenti au dépôt de la Société nationale des chemins de fer français (SNCF) à la gare de Verdun où il obtient son certificat d'aptitude professionnelle (CAP) d'ajusteur. Le 1er mai 1947 il adhère à la Confédération générale du travail (CGT) dont il devient un militant syndical très actif.
Il adhère au Parti communiste (PCF) en janvier 1956 et entre au bureau fédéral en juin 1957 avant d’accéder au secrétariat fédéral en juin 1959. Il n'est pas réélu au secrétariat en 1961 mais demeure au bureau fédéral jusqu’en mai 1964 et au comité fédéral jusqu’en janvier 1970. Il souhaite alors se consacrer à des tâches syndicales.
Il est par ailleurs candidat aux élections cantonales d’avril 1958. 

### Engagements associatifs
À partir des années 1950, il est un des piliers de la Persévérance Avant-Garde, société de gymnastique de Verdun, ce qui l'a amené à créer en 1972 — avec André Bister, Robert Bister et Georges Miltg — l'école du cirque Persé Circus à Thierville dont les artistes sont parvenus à susciter l’admiration des plus grands tels que le célèbre Achille Zavatta mais aussi les talentueux Jean Richard et la famille Bouglione.
Sensible aux questions d’éducation, il devient délégué départemental de l’Éducation nationale et est nommé chevalier des Palmes académiques.

## Publications
- Pierre Blairet et Alain-Gilles Minella, Cheminot, Monaco, Éditions du Rocher, coll. « Ma vie est mon métier », avril 1998, 226 p. (ISBN 978-2-268-02892-7, BNF 36703164).
- Pierre Blairet, Les cheminots de Verdun face au démembrement de la SNCF, Verdun, Syndicat des cheminots de Verdun-C.G.T., 1971, 99 p. (OCLC 464611488, BNF 35903555).

## Distinctions et récompenses
Le 1er mai 2012, Pierrot reçoit une médaille pour 65 ans de syndicalisme, décernée par Bernard Thibault secrétaire national de la CGT et remise par Maddy Parmentier, secrétaire de l'Union locale CGT de Verdun.
Pierre Blairet est :
- Chevalier de l'ordre des Palmes académiques ;
- Médaille de la jeunesse, des sports et de l'engagement associatif, bronze ;
- Médaille de la jeunesse, des sports et de l'engagement associatif, argent.

### Sources
- Archives familiales